# Mourning Sun
Mourning Sun — п'ятий студійний альбом англійської групи Fields of the Nephilim, який був випущений 28 листопада 2005 року.

## Композиції
1. Shroud (Exordium) — 5:44
2. Straight to the Light — 6:24
3. New Gold Dawn — 7:58
4. Requiem (Le Veilleur Silencieux) — 7:21
5. Xiberia (Seasons in the Ice Cage) — 7:33
6. She — 9:26
7. Mourning Sun — 10:35
8. In the Year 2525 — 9:28

## Учасники запису
- Карл МакКой — вокал
- Джон Картер — гітара